# Hiratsuka Raichō

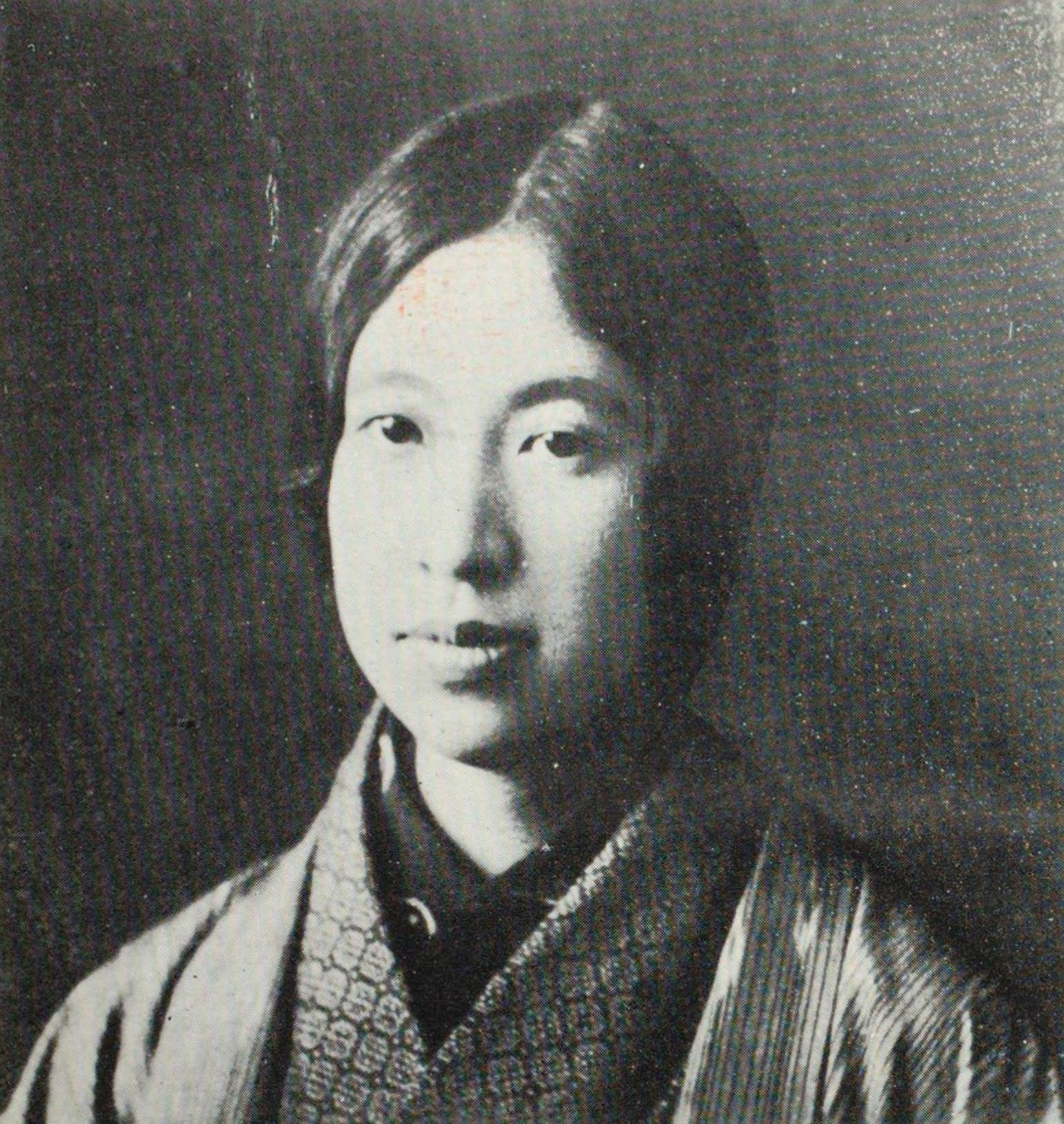
Raichō Hiratsuka

Hiratsuka Raichō (japanisch 平塚 雷鳥), sehr häufig findet man den Vornamen Raichō (らいちょう） in der historischen Kana-Schreibweise  らいてう klassisch-japanisch Raiteu; * 10. Februar 1886 als Hiratsuka Haruko in Tokio; † 24. Mai 1971) war eine japanische Autorin, Journalistin, politische Aktivistin und als solche eine Pionierin des Feminismus in Japan.

## Leben
Sie wurde als zweite Tochter eines hochrangigen Zivilbeamten geboren. Nachdem sie 1903 ihr Studium an der Nihon Joshi Daigaku begonnen hatte, kam sie unter den Einfluss der zeitgenössischen Strömungen der westlichen Philosophie wie auch des Zen-Buddhismus, den sie selbst praktizierte.
Besonderen Einfluss auf sie hatte die feministische schwedische Autorin Ellen Key, von der sie einige Werke ins Japanische übersetzte. Nach ihrem Universitätsabschluss arbeitete sie für die Narumi Women’s English School, wo sie 1911 Japans erstes nur von Frauen erstellte Literaturmagazin, Seitō-sha (青鞜社, Blaustrumpf-Gesellschaft) gründete, zu dessen Autorinnen unter anderem Itō Noe und die bekannte Dichterin und Frauenrechtlerin Akiko Yosano zählten. Das Motto der Zeitschrift lautete „Am Anfang war die Frau die Sonne“ (原始、女性は太陽であった genshi, josei wa taiyō de atta), ein Bezug auf den shintoistischen Schöpfungsmythos.
Unter dem Künstlernamen Raichō (雷鳥, wörtlich „Donnervogel“, aber auch die japanische Bezeichnung des Alpenschneehuhns) begann sie eine spirituelle Revolution der Frauen zu fordern. In den ersten Jahren verschob sich der Schwerpunkt der Zeitschrift von Literatur hin zu Frauenfragen einschließlich offener Diskussionen zu weiblicher Sexualität, sexueller Enthaltsamkeit und Abtreibung. Die Zeitschrift wurde dafür bald einschlägig bekannt und die Zensurbehörden verboten einige Ausgaben.
1914 begann Hiratsuka mit ihrem jüngeren Liebhaber, dem Künstler Hiroshi Okumura, offen in wilder Ehe zu leben, hatte mit ihm zwei uneheliche Kinder und heiratete ihn schließlich 1941.
Das Erscheinen der Zeitschrift wurde 1941 eingestellt; ihre Gründerin hatte sich mit ihr aber schon als eine der führenden Personen in der jungen japanischen Frauenbewegung etabliert.
Eine 1920 durchgeführte Untersuchung zu den Arbeitsbedingungen von Arbeiterinnen der Textilfabriken in Nagoya stärkte ihre politische Entschlossenheit. Sie gründete mit der Frauenrechtsaktivistin Fusae Ichikawa die Neue Frauenvereinigung (新婦人協会 shin fujin kyōkai).
Es ist zu großen Teilen den Aktivitäten dieser Gruppe zuzuschreiben, dass Artikel 5 der Polizeilichen Sicherheitsregularien, der Frauen an der Mitgliedschaft in politischen Organisationen und dem Abhalten oder dem Besuch politischer Versammlungen hinderte, 1922 abgeschafft wurde. Noch ein Jahr zuvor war Hiratsuka Raichō unter Berufung auf eben diese Bestimmung verhaftet worden, als sie an einer Versammlung zum Protest gegen die Einführung des allgemeinen Wahlrechts lediglich für Männer teilgenommen hatte. An ein Frauenwahlrecht war jedoch damals in Japan nicht zu denken.
Eine kontrovers geführte Debatte, die von Hiratsuka angeführt wurde, richtete sich darauf, dass es Männern mit Geschlechtskrankheiten nicht erlaubt sein sollte, zu heiraten. Diese erfolglose Kampagne bleibt ein umstrittener Punkt in Hiratsukas Karriere, da sie sich damit in die Eugenik-Bewegung der damaligen Zeit einreihte, indem sie meinte, dass die Ausbreitung von Geschlechtskrankheiten einen „verschlechternden Einfluss auf die japanische Rasse“ habe.
Die nächsten beiden Dekaden zog sich Hiratsuka etwas aus der Öffentlichkeit zurück, da sie verschuldet war und ihr Liebhaber gesundheitliche Probleme hatte. Sie schrieb jedoch weiter und hielt Vorlesungen.
In den Nachkriegsjahren trat sie als Figur der Friedensbewegung erneut ins Licht der Öffentlichkeit. Einen Tag nach dem Ausbruch des Koreakrieges 1950 reiste sie mit der Schriftstellerin Yaeko Nogami und drei anderen Mitgliedern der Japanischen Frauenbewegung (婦人運動家 fujin undō-ka) in die USA, um von US-Außenminister John Foster Dulles die Schaffung eines Systems zu fordern, das es Japan erlaube, neutral und pazifistisch zu bleiben.
Hiratsuka trat weiter für die Frauenrechte ein und gründete 1963 zusammen mit Nogami und der bekannten Künstlerin Chihiro Iwasaki die Neue Japanische Frauenvereinigung (新日本婦人の会 shin Nihon fujin no kai), die bis heute aktiv ist. Sie setzte ihre schriftstellerische und Vortragstätigkeit bis zu ihrem Tode 1971 fort.
Als führende Figur der Frauenbewegung des frühen 20. Jahrhunderts beeinflusste sie zahlreiche andere Personen, wie z. B. die feministische koreanische Autorin Na Hye-sok (나혜석).

„Miss Raicho Hiratsuka und Miss Fusaye, beide wohlbekannte japanische Schriftstellerinnen, haben die Initiative ergriffen und eine neue Frauenorganisation ins Leben gerufen. Das Programm dieser Organisation war sehr reichhaltig, aber der Hauptzweck war die volle staatsbürgerliche Gleichberechtigung der Frauen zu erringen.“

## Werke
- 円窓より (Marumado yori, ‚Der Blick aus dem runden Fenster‘)
- 原始、女性は太陽であった (Genshi, josei wa taiyō de atta, ‚Am Anfang war die Frau die Sonne‘)
- 私の歩いた道 (Watakushi no aruita michi, ‚Die Straße, die ich ging‘)
- 母性の復興 (Bosei no fukko – eine Übersetzung von Ellen Karolina Keys The Renaissance of Motherhood)
- 愛と結婚 (Ai to kekkon – Ursprungsautor?, Love and Marriage)